# Georg Richter
Georg Richter (27 de diciembre de 1915 – 10 de mayo de 1972) fue un actor teatral y cinematográfico noruego.

## Biografía
Su nombre completo era Georg Lüddeckens Alexander Richter, y nació en Berlín, Alemania, siendo sus padres los actores Georg Alexander (1889–1945) y Aud Egede-Nissen (1893–1974). Richter se crio en Alemania, y en 1931, con el final del cine mudo, fue a vivir con su madre a Noruega. 
Debutó como actor teatral en el Søilen Teater en 1938, trabajando posteriormente en los teatros Det Norske Teatret, Det nye Teater, Riksteatret, Centralteatret,  Teatro del Pueblo de Oslo, Teatro de Trøndelag, Den Nationale Scene, y Oslo Nye Teater.
Su primera actuación cinematográfica llegó con el film de Leif Sinding rodado en 1939 De vergeløse, basado en un libro de Gabriel Scott. Al iniciarse la Segunda Guerra Mundial, Richter ingresó en el ejército noruego, a pesar de su ascendencia alemana, pasando a la neutral Suecia tras ser derrotada Noruega. Finalizada la guerra, volvió a Noruega para continuar su carrera cinematográfica. Richter actuó en numerosas películas noruegas, con primeros papeles en Så møtes vi i morgen (1946) y Himmel og helvete (1969), y de reparto en Tante Pose, I slik en natt y De dødes tjern. Trabajó también en dos cintas de la serie de humor Olsenbande (1969 y 1970), en las cuales actuaba junto a Sverre Wilberg. 
Georg Richter falleció en Oslo, Noruega, en 1972, a los 56 años de edad. Su padrastro fue el actor Paul Richter, segundo marido de su madre. Fue además nieto del actor alemán Georg Lüddeckens

## Filmografía
- 1939 : De vergeløse
- 1940 : Tante Pose
- 1946 : Så møtes vi i morgen
- 1946 : Et spøkelse forelsker seg
- 1951 : Alt dette og Island med
- 1951 : Kvinnan bakom allt
- 1958 : De dødes tjern
- 1958 : I slik en natt
- 1959 : Hete septemberdager
- 1966 : Skrift i sne
- 1969 : Huset på grensen (TV)
- 1969 : La ditt problem bli vårt problema (TV)
- 1969 : Taxi (TV)
- 1969 : Olsen-Banden
- 1970 : Olsenbanden og Dynamitt-Harry
- 1970 : Operasjon V for vanvidd
- 1970 : Die Deutschlandreise (TV)
- 1970 : Himmel og helvete
- 1970 : Selma Brøter (TV)
- 1970 : Douglas
- 1971 : Rødblått paradis
- 1972 : Lukket avdeling